# Gianni Ghidini
Gianni Ghidini (Golese, 21 de maio de 1930 — Baganzola, 6 de junho de 1955) foi um ciclista italiano de ciclismo de estrada. Foi profissional de 1953 a 1956.
Competiu nos Jogos Olímpicos de Verão de 1952 em Helsinque, onde conquistou a medalha de prata no contrarrelógio por equipes, ao lado de Dino Bruni e Vincenzo Zucconelli. Na prova de estrada individual, ele foi o sétimo colocado.